# Рафаил (Павурис)
Епи́скоп Рафаи́л Паву́рис (греч. Επίσκοπος Ραφαήλ Παβούρης, англ. Bishop Raphael Pavouris; род. 20 сентября 1967, Петра) — архиерей Константинопольской православной церкви, епископ Илионский (с 2021), викарий Фиатирской архиепископии.

## Биография
Родился 20 сентября 1967 году в деревне Петра на острове Лесбос в Греции.
Он изучал теологию в Афинском национальном университете имени Каподистрии, который окончил в 1992 году. После окончания бакалавриата он переехал в Глазго, Шотландия, где защитил докторскую диссертацию в области церковной истории.
4 апреля 2003 года в Греческой православной церкви Святого Луки в Глазго архиепископом Фиатирским и Великобританским Григорием был рукоположен в сан диакона, а 6 апреля того же года — в сан священника. 30 сентября 2004 года он был переведён в православную общину святого апостола Андрея Первозванного в Эдинбурге. Был капелланом при Эдинбургском университете.
16 февраля 2021 года решением Священного синода Константинопольского патриархата был единогласно избран для рукоположения в сан епископа Илионского, викария Фиатирской архиепископии.
9 марта 2021 года в церкви Святого Пантелеймона и Святой Параскевы в Харроу, Северо-Западный Лондон, был рукоположен в титулярного епископ Илийского, викария Фиатирской и Великобританской епархии. Хиротонию совершили: архиепископ Фиатирский и Великобританский Никита (Лулиас), митрополит Колонийский Афанасий (Феохарус) и митрополит Великобритании и Ирландии Силуан (Онер) (Антиохийский патриархат).